# Instituto de Cine Australiano
El Instituto de Cine Australiano (Australian Film Institute; AFI, por sus siglas en inglés) es una organización establecida en 1958 que promociona el cine y la televisión de Australia con diversos eventos y entrega de premios.
El AFI está afiliado con LAAFTA, siglas de Los Angeles Australian Film & Television Association, con base en Los Ángeles, California.  

## Historia
El Instituto de Cine Australiano fue creado en 1912 como una organización sin fines de lucro, cuyo objetivo era desarrollar una industria de cine activa en Australia y para acercar al público general con dicha industria. El apoyo financiero hacia el instituto proviene del gobierno, de los patrocinadores y de sus aproximadamente diez mil miembros. El AFI promociona el cine y la televisión australianos mediante la entrega anual de Premios AFI, por un programa de membresía y por varios eventos cinematográficos organizados por el instituto. El principal objetivo de la membresía de la AFI es financiar la Industria de Cine Australiano.

## Lista de ganadores
La siguiente es una lista selecta de los principales ganadores de los premios AFI.
- 1976: The Devil's Playground
- 1979: My Brilliant Career
- 1980: Breaker Morant
- 1981: Gallipoli
- 1982: Lonely Hearts
- 1986: Malcolm
- 1987: The Year My Voice Broke
- 1988: The Navigator: A Medieval Odyssey
- 1989: Evil Angels
- 1990: Flirting
- 1991: Proof
- 1992: Strictly Ballroom
- 1993: The Piano
- 1994: Muriel's Wedding
- 1995: Angel Baby
- 1996: Shine
- 1997: Kiss or Kill
- 1998: The Interview
- 1999: Two Hands
- 2000: Looking for Alibrandi
- 2001: Lantana
- 2002: Rabbit-Proof Fence
- 2003: Japanese Story
- 2004: Somersault
- 2005: Look Both Ways
- 2006: Ten Canoes
- 2007: Romulus, My Father
- 2008: The Black Balloon
- 2009:Samson and Delilah
- 2010:Animal Kingdom
- 2011:Red Dog